# Arc (dopływ Isère)

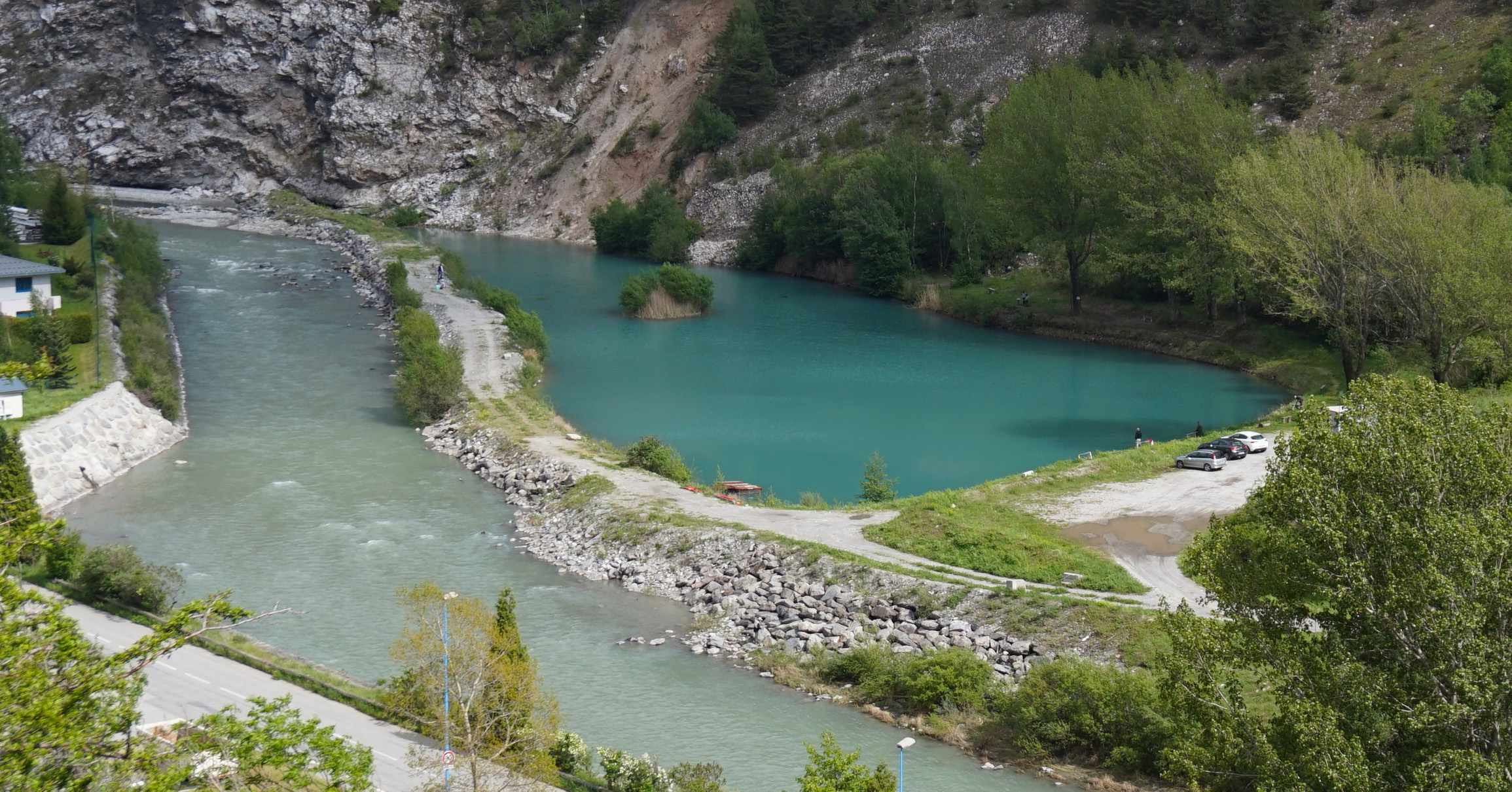
Arc

Arc (fr. l’Arc) – rzeka we Francji, w Alpach. Długość ok. 150 km.
Źródła w dolinie Haute Maurienne. Źródłowe cieki Arc wypływały spod nieistniejącego już dziś lodowca, zwanego Glacier des Trois Becs (na stokach szczytu Levanna Centrale, 3619 m n.p.m., na samej granicy francusko-włoskiej) oraz spod znajdującego się dziś w końcowej fazie zaniku lodowca zwanego Glacier des sources de l'Arc (na zboczach szczytu Levanna Orientale, 3555 m n.p.m.). Obecnie za źródła rzeki uznaje się drobne cieki wysączające się poniżej moren obu zanikłych lodowców, na wysokości ok. 2800–2900 m n.p.m.
Arc uchodzi, jako lewobrzeżny dopływ, do rzeki Isère na wysokości zamku Miolans. Zlewisko rzeki Arc ma powierzchnię 1 957 km². Głównym dopływem jest rzeka Arvan, uchodząca do Arc w Saint-Jean-de-Maurienne.
Dolina rzeki Arc, wygięta wielkim łukiem ku południowi, oddziela grupy górskie Vanoise i Lauzière na północy od Alp Delfinackich (grup górskich: Belledonne, Arvan-Villards, Cerces) i masywu Mont-Cenis na południu. Na terenie zlewiska Arc znajdują się 62 gminy, zamieszkane przez ok. 44 000 mieszkańców. Jest to teren krainy geograficzno-historycznej, zwanej Maurienne.
Arc jest typową rzeką górską o reżimie deszczowo-śnieżnym. Charakteryzuje się znaczną zmiennością przepływów i stanu wód oraz częstym występowaniem wezbrań powodziowych. Ostatnie z dużych wezbrań, które miało miejsce 24 września 1993 r., spowodowało znaczne straty w infrastrukturze drogowej i kolejowej w dolinie Maurienne pomiędzy Modane a Saint-Jean-de-Maurienne. Przepływ notowany w tej ostatniej miejscowości wynosił wówczas 400-500 m³/sekundę. Jeszcze większe wezbranie miało miejsce 14 czerwca 1957 r. Przepływ maksymalny w Saint-Jean-de-Maurienne był wówczas szacowany na ok. 900 m³/sekundę. Rzeka zniszczyła wtedy wiele zapór i mostów na swojej drodze, wyrządziła wiele innych szkód materialnych i pochłonęła szereg ofiar ludzkich.